# Román zeneszerzők listája
Az alábbi lista román zeneszerzők, valamint komponálással is foglalkozó zenészek névsorát tartalmazza.
| Ábécé szerinti tartalomjegyzék                      |
| --------------------------------------------------- |
| A B C D E F G H I J K L M N O P Q R S T U V W X Y Z |

## A
- Ion Aldea Teodorovici
- Alfred Alessandrescu
- Mihail Andricu
- Irinel Anghel
- Ana-Maria Avram

## B
- Ludovic Bács
- Ionel Băjescu-Oardă
- Mansi Barberis
- Carmen Petra Basacopol
- Pascal Bentoiu
- Mihail Berezovschi
- Wilhelm Georg Berger
- Dan Bittman
- Bogdan Burlăcianu
- Bogdan Bradu
- Constantin Brăiloiu
- Mihai Brediceanu
- Tiberiu Brediceanu
- Nicolae Bretan
- Nicolae Brânzeu

## C
- Dumitru Capoianu
- Alfonso Castaldi
- Eduard Caudella
- Bogdan Căuş
- Costin Cazaban
- Laurenţiu Cazan
- Sergiu Celibidache
- Corneliu Cezar
- Sergiu Cioiu
- Eugen Coca
- Nicolae Coman
- Liviu Comes
- Florin Comişel
- Paul Constantinescu
- Vladimir Cosma
- Dimitrie Cuclin
- Gheorghe Cucu
- Carmen Maria Cârneci

## D
- Nelu Danielescu
- Dan Dediu
- Florentin Delmar
- Gherase Dendrino
- Gheorghe Dima
- Constantin Dimitrescu
- Florica Dimitriu
- Violeta Dinescu
- Grigoraş Dinicu
- George Draga
- Constantin Drăghici
- Sabin Drăgoi
- Gheorghe Dumitrescu
- Iancu Dumitrescu
- Ion Dumitrescu
- Tudor Dumitrescu

## E
- Emanuel Elenescu
- Adrian Enescu
- George Enescu

## F
- Octav Firulescu
- Alexandru Flechtenmacher
- Florica Racovitză-Flondor
- Theodor Fuchs

## G
- Georgeta Voinovan
- Tudor Gheorghe
- Valentin Gheorghiu
- Dan Mihai Goia
- Radu Goldiş

## H
- Ion Hartulary-Darclée
- Mircea Hoinic
- Marius Hristescu
- Francisc Hubic

## I
- Călin Ioachimescu
- Adrian Iorgulescu

## J
- Mihail Jora

## K
- Nicolae Kirculescu
- Dumitru Georgescu-Kiriac
- Leon Klepper
- Walter Michael Klepper

## L
- Filip Lazăr
- Dinu Lipatti

## M
- Sergiu Malagamba
- Eusebie Mandicevschi
- Gheorghe Mandicevschi
- Myriam Marbé
- Petru Mărgineanu
- Nicolae Moldoveanu
- Emil Monţia
- Gavriil Musicescu

## N
- Nancy Brandes
- Marţian Negrea
- Octavian Nemescu
- Ion Nonna Otescu
- Constantin C. Nottara

## O
- Tiberiu Olah
- Paraschiv Oprea

## P
- Anton Pann
- Alexandru Paşcanu
- Ionel Perlea
- Valentin Petculescu
- Norbert Petri
- Virgil Popescu
- Doru Popovici
- Ciprian Porumbescu

## R
- Theodor Rogalski
- Elly Roman
- Doina Rotaru
- Horaţiu Rădulescu

## S
- Ion Scărlătescu
- Radu Şerban
- Constantin Silvestri
- Gheorghe Sîrghie
- Gheorghe Skeletti
- Matei Socor
- Stelică Muscalu
- George Stephănescu
- Achim Stoia
- Dimitrie Suceveanu
- Horia Surianu
- Anton Şuteu
- Rodica Suţu

## T, Ț
- Theodor Cosma
- Valentin Timaru
- Sigismund Toduţă
- Cornel Țăranu

## V
- Zeno Octavian Vancea
- Ovidiu Varga
- Grigore Ventura
- Vasile Veselovski
- Ion Vidu
- Anatol Vieru
- Roman Vlad
- Isidor Vorobchievici

## W
- Ioan Andrei Wachmann
- Eduard Wachmann

## Z
- Gheorghe Zamfir
- Alexandru Zirra